# Жінки-воїтельки
«Жінки-воїтельки. Історичний опис одного нововідкритого острова» (фр. Les femmes militaires: Relation historique d'une isle nouvellement découverte) — утопічний роман в жанрі феміністичної наукової фантистики Луї Рюстена де Сен-Жори (Louis Rustaing de Saint-Jory), що вийшов у Парижі в 1735 році. Перевиданий у 1739. Переведений на голландську мову в 1736 (Het nieuw ontdekt Eyland der strydbaare vrouwen).

## Автор
Луї Рюстен де Сен-Жори (Louis Rustaing de Saint-Jory) — маловідомий французький письменник, який помер у 1752 році. Інших біографічних відомостей про нього немає.

## Зміст
Роман оповідає про фантастичну подорож на острів Мангалур (Manghalour), що лежить «у п'ятсот льє від Бермуд», де, по опису П'єра Версена, «жінкам довелося одного разу взятися за зброю і битися за свободу пліч-о-пліч з чоловіками. Вони тримаються настільки хоробро, що сенат вирішує дарувати їм рівні права з чоловіками, за умови, що вони отримають те ж виховання та освіту, що й чоловіки, включаючи і військову службу».
Роман — це ще одна з просвітницьких утопій, у яких фігурують «благородні дикуни», які зуміли побудувати своє суспільство на розумних і справедливих началах, що були на той час не знайомі європейцям.

## Відгуки
Роман отримав позитивну рецензію у науковому журналі «Journal des savants» (1736) а також удостоївся похвали абата Прево.

## Цікавий факт
Острів Мангалур згадується в знаменитому графічному романі Алана Мура «Ліга видатних джентльменів» (The New traveller's Alamanac: Chapter Four).